# Нора
Вижте пояснителната страница за други значения на Нора.
Нора е древен град на южния бряг на остров Сардиния, Италия.
Според легенда, предадена от древногръцкия писател Павзаний, Нора е основан от група ибери, водени от Норакс, митологичен герой и син на Еритеида и бог Хермес. По-късно Гай Юлий Солин свързва основателите на Нора с иберийския град Тартес.
След период под управлението на финикийците и Картаген, градът е завладян от римляните в средата на III век пр.н.е. 
През IV век започва да запада и вероятно е изоставен през VIII век.